# سرهنغ كتي (بايين خيابان ليتكوة)
سرهنغ کتي (بالفارسية: سرهنگ‌کتی) هي قرية تقع في إيران في قسم بایین خیابان لیتکوة الريفي. يقدر عدد سكانها بـ 226 نسمة بحسب إحصاء 2016.